# Unione Sportiva Basket Recanati 2016-2017
Questa voce raccoglie le informazioni riguardanti l'Unione Sportiva Basket Recanati nelle competizioni ufficiali della Stagione 2016-2017.

## Roster

### Staff tecnico e dirigenziale
- Allenatore: Marco Calvani (dalla 1ª alla 8ª) poi Giancarlo Sacco (dalla 10ª)
- Assistente: Alessandro Pozzetti (capo allenatore nella 9ª giornata) poi Sergio Luise
- Preparatore Atletico: Mario Matricardi
- Medico: Daniele Massetti
- Medico: Daniele Massaccesi
- Fisioterapista: Marino Pelusi
- Ortopedico: Gabriele Caraffa

- Presidente: Giuseppe Pierini
- General Manager: Michele Paoletti
- Team Manager: Luca Sampaolo
- Responsabile Organizzativo: Mauro Zazzini
- Segretario: Giuliano Tridenti
- Responsabile sito Internet: Adriano Prosperi
- Responsabili statistiche: Raffaele Garofolo e Giorgio Pellegrini
- Responsabile Ufficio stampa: Giorgio Calvaresi

## Mercato
| Arrivi | Arrivi              | Arrivi            | Arrivi     |
| R      | Nome                | da                | Modalità   |
| ------ | ------------------- | ----------------- | ---------- |
| G      | Travis Bader        | Neptūnas Klaipėda | definitivo |
| A      | Leonardo Marini     | Mens Sana Siena   | definitivo |
| P      | Gennaro Sorrentino  | Fortitudo Bologna | definitivo |
| P      | Riccardo Bolpin     | Reyer Venezia     | prestito   |
| A      | Federico Loschi     | Scafati Basket    | definitivo |
| A      | Stefano Spizzichini | Basket Agropoli   | definitivo |
| C      | Jalen Reynolds      |                   |            |

| Partenze | Partenze            | Partenze            | Partenze       |
| R        | Nome                | a                   | Modalità       |
| -------- | ------------------- | ------------------- | -------------- |
| P        | Andrea Traini       | Amici Pall. Udinese | fine contratto |
| G        | Lenzelle Smith      | Körmend             | fine contratto |
| P        | Alessandro Procacci | CUS Taranto Basket  | fine contratto |
| C        | Kenny Lawson        | Virtus Bologna      | fine contratto |
| A        | Daniele Bonessio    | Eurobasket Roma     | fine contratto |
| G        | Adam Sollazzo       | Treviglio           | fine contratto |